# Бран Мут
Бран Мут (Бран мак Конайлл; др.‑ирл. Bran Mut, Bran mac Conaill; умер в 693) — король Лейнстера (680—693) из рода Уи Дунлайнге.

## Биография
Бран Мут — сын Коналла мак Фаэлайна и Конандил инген Крундмайл. Его дедом был правитель Лейнстера Фаэлан мак Колмайн. Родовые земли семьи Брана находились в долине реки Лиффи. Резиденция правителей этого небольшого лейнстерского королевства находилась в Майстиу (современном Муллагмасте).
Бран Мут взошёл на лейнстерский престол в 680 году после гибели короля Фианнамайла мак Маэл Туйле из рода Уи Майл. В «Лейнстерской книге» Брану ошибочно отведено только одиннадцать лет правления.
В ирландской саге «Борома» сохранилось предание о конфликте Брана Мута с верховным королём Ирландии Финснехтой Пиролюбивым. Согласно этому источнику, во времена короля Брана верховный король уже в третий раз за своё правление потребовал от лейнстерцев выплатить ему традиционную дань скотом. Король Лейнстера, желая решить вопрос миром, отправил к Финснехте для переговоров святого Молинга, второго аббата Фернса. Несмотря на трудности путешествия и козни своих врагов, святой смог добраться до Тайльтиу, где Финснехта проводил ежегодное собрание ирландской знати, и здесь хитростью добиться от верховного короля согласия навсегда отказаться от требования дани с лейнстерцев. Позднее, под влиянием своего друга Адамнана, Финснехта отрёкся от своего обещания Молингу, за что был проклят этим святым. Однако верховный король так и не смог осуществить задуманного похода в Лейнстер. По свидетельству саги, Финснехта был последним из верховных королей Ирландии, получивших «борому» с лейнстерских правителей.
Бо́льшая часть правления Брана Мута прошла в мире и спокойствии для его подданных. В ирландских анналах упоминается только об одном вооружённом конфликте этого времени: войне в 693 году короля Брана с правителем Осрайге Фаэлхаром уа Маэл Одрайном, в которой последний погиб.
Король Бран Мут скончался в 693 году. Его преемником на лейнстерском престоле был Келлах Куаланн из рода Уи Майл.
Бран Мут был женат на Алмайт, дочери Блатмака из далриадского клана Кенел Лоарн. Сыном от этого брака был Мурхад мак Брайн, также как и отец владевший престолом Лейнстера.

## Комментарии
1. ↑  По другим данным — в 695 году[9][17].